# Garchy
Garchy é uma comuna francesa na região administrativa de Borgonha-Franco-Condado, no departamento Nièvre. Estende-se por uma área de 21,56 km². Em 2010 a comuna tinha 433 habitantes (densidade: 20,1 hab./km²).